# シャイ・ボーイ
「シャイ・ボーイ」(Shy Boy)は、バナナラマの楽曲。

## 概要
1枚目のスタジオ・アルバム『キューティー・ハート』から3枚目のシングルとしてリリースされた。
ミュージック・ビデオの監督をウルトラヴォックスのメンバーであるミッジ・ユーロとクリス・クロスが務めた。
グループにとっては初となるBillboard Hot 100へのチャートインを果たした（83位）。

## 収録曲
日本盤 7" シングル
1. シャイ・ボーイ
2. ボーイ・トラブル

## チャート
| 国別チャート (1982–83年)             | 最高位 |
| ------------------------------------ | ------ |
| オーストラリア (Kent Music Report)   | 2      |
| ベルギー (Ultratop 50 Flanders)      | 6      |
| カナダ (RPM)                         | 7      |
| オランダ (Dutch Top 40)              | 12     |
| オランダ (Single Top 100)            | 12     |
| ニュージーランド (Recorded Music NZ) | 5      |
| UK シングルス (OCC)                  | 4      |
| US Billboard Hot 100                 | 83     |
| US Dance Club Songs (Billboard)      | 14     |

| チャート (1982年)                  | 順位 |
| ---------------------------------- | ---- |
| オーストラリア (Kent Music Report) | 19   |
| ベルギー (Ultratop Flanders)       | 72   |